# Panasonic Impulse
Maillots
Panasonic Impulse ou encore anciennement Matsuhia Denko Impulse est un club japonais de football américain basé à Nishinomiya. À présent, cette équipe a été renommée  Panasonic Electric Works Impulse . La mascotte de cette équipe est un lapin bleu ciel portant l'équipement de l'équipe. Comme la Rice Bowl a lieu tous les 3 janvier, l'équipe d'Impulse n'a pu être championne que l'année suivante.

## Palmarès
- Vainqueur du Rice Bowl : 2005, 2009
- Champion de la X League : 1990, 1994, 1995, 2004, 2007, 2008
- Vice-champion de la X League : 1988, 1992,1997, 2000, 2001, 2005
- Champion du Japon (corpo) : 1990, 1994, 1995
- Vice-champion du Japon (corpo) : 1988, 1992